# Erzbistum Hamburg
Das Erzbistum Hamburg (lateinisch Archidioecesis Hamburgensis) ist eine römisch-katholische Diözese im Norden Deutschlands und umfasst die Bundesländer Hamburg und Schleswig-Holstein sowie den Landesteil Mecklenburg des Bundeslands Mecklenburg-Vorpommern. Es ist das flächenmäßig größte Bistum Deutschlands. Kennzeichnend ist die Situation als Bistum in der Diaspora. Sitz des Bischofs ist der St. Marien-Dom in Hamburg-St. Georg.

## Geschichte

### Mittelalter
Die erste Hamburger Kirche wurde 810 im Auftrag Karls des Großen durch den Trierer Chorbischof Amalar geweiht; als erster Pfarrer wird Heridag genannt. Karl eximierte diese Kirche von der Jurisdiktion der Nachbarbischöfe. Die auf den 15. Mai 834 datierte, angeblich durch Ludwig den Frommen ausgestellte „Gründungsurkunde“ Hamburgs ist eine spätere Fälschung, die wohl zwischen 889 und 893 entstanden ist. Heridag, bereits zum Bischof designiert, starb, so dass 834 der Benediktinermönch Ansgar zum ersten Bischof geweiht wurde. Ungeachtet des wissenschaftlichen Disputes, ob das exemte Missionsbistum schon ein Erzbistum war, oder doch erst Hamburg-Bremen diesen Titel verdiente, war jenes das erste Erzbistum mit Sitz außerhalb des antiken Römerreiches, da das Erzbistum Armagh in Irland erst 1103 gegründet wurde und der ranghöchste Bischof Schottlands (in St. Andrews) erst 1472 zum Erzbischof erhoben wurde; vorher hatten die schottischen Bistümer teils York, teils Nidaros unterstanden, in dessen Vorgeschichte zeitweise auch Hamburg-Bremen.
Nach der Plünderung Hamburgs durch die Wikinger 845 wurde das Erzbistum Hamburg mit dem Bistum Bremen zum Erzbistum Hamburg-Bremen (dazu siehe Erzbistum Bremen) vereinigt und Sitz des Erzbistums wurde Bremen. In Hamburg bestand ein mit nur wenigen Rechten ausgestattetes Domkapitel weiter, das unter anderem den Bau des Mariendoms betrieb.

### Frühe Neuzeit
In der Reformation und endgültig mit dem Westfälischen Frieden 1648 wurden die konfessionellen Grenzen festgelegt und das Bistum aufgelöst. Die Betreuung der Katholiken auf dem ehemaligen Bistumsgebiet oblag zunächst dem Apostolischen Vikariat des Nordens. 1528–1529 erarbeitete Bugenhagen in Hamburg die evangelische Kirchenordnung. Das Domkapitel wurde protestantisch. Katholische Messen wurden verboten. Im auf Vermittlung Kaiser Ferdinands 1561 geschlossenen Bremer Vergleich verzichtete das Domkapitel weitgehend auf seinen Einfluss auf die Hamburger Stadtkirche, ihm blieb aber die Hoheit über den Dom und seine Einkünfte und die Gerichtsbarkeit über die Domherren. Der Dom bildete seitdem eine Enklave in Hamburg, die auswärtigen Mächten unterstand, bis 1648 dem (lutherischen) Erzbischof-Administrator von Bremen. Seit dem Westfälischen Frieden ging der Dom, wie das Erzstift Bremen, zuerst an Schweden über, 1715 an das Kurfürstentum Hannover. Zum Dom gehörte keine Kirchengemeinde. In Schleswig-Holstein entstanden nur mühsam neue katholische Gemeinden, in Altona (1594), in Glückstadt (1616), Friedrichstadt (1625) und auf der Insel Nordstrand (1652).

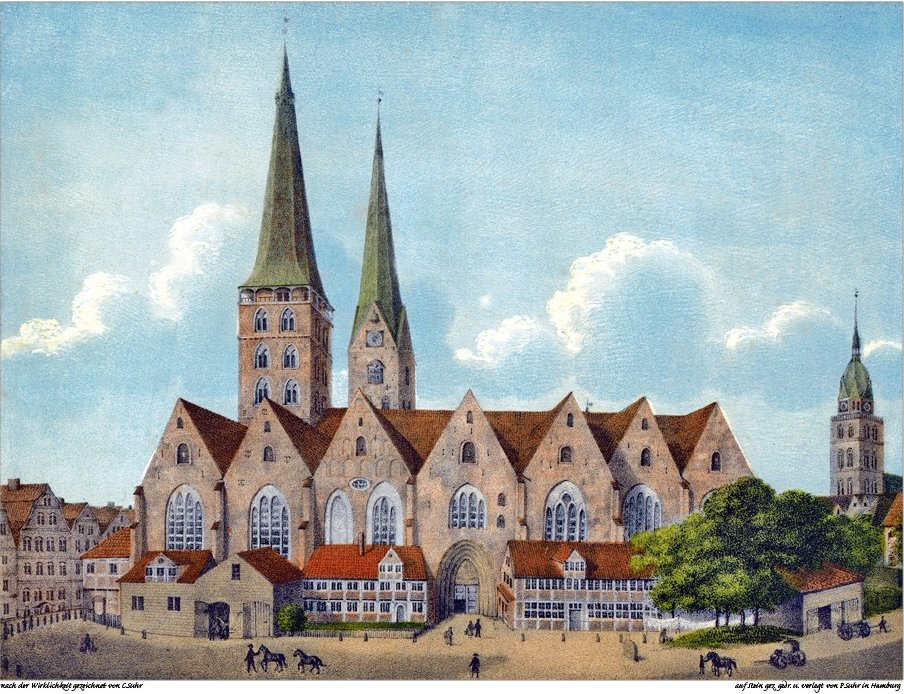
Alter Mariendom, Lithografie um 1800

### 19. Jahrhundert
Nach dem Reichsdeputationshauptschluss 1803 wurde auch der Hamburger Dom säkularisiert und fiel damit an die Stadt Hamburg. 1804 wurde der Abbruch beschlossen und offiziell mit der enormen Baulast und dem Hinweis auf die unbedeutend kleine Domgemeinde gerechtfertigt. An der kunstgeschichtlichen Bedeutung des Doms und seiner kostbaren Ausstattung bestand kein Interesse. Im Juni 1804 fand der letzte Gottesdienst statt. Dann mussten zunächst die Überreste der etwa 25.000 Leichen geborgen werden, die über die Jahrhunderte im und neben dem Dom bestattet worden waren. Im Mai 1805 begann der eigentliche Abbruch mit dem Herablassen der Glocken und dem Abtragen des Turms. Am 11. Juli 1805 wurde die Kirche mit ihrem gesamten Inventar verkauft. Bis Ende 1806 – Hamburg war bereits von den Franzosen besetzt – war das gesamte Bauwerk abgerissen.

### Neugründung 1994

Logo des Erzbistums Hamburg

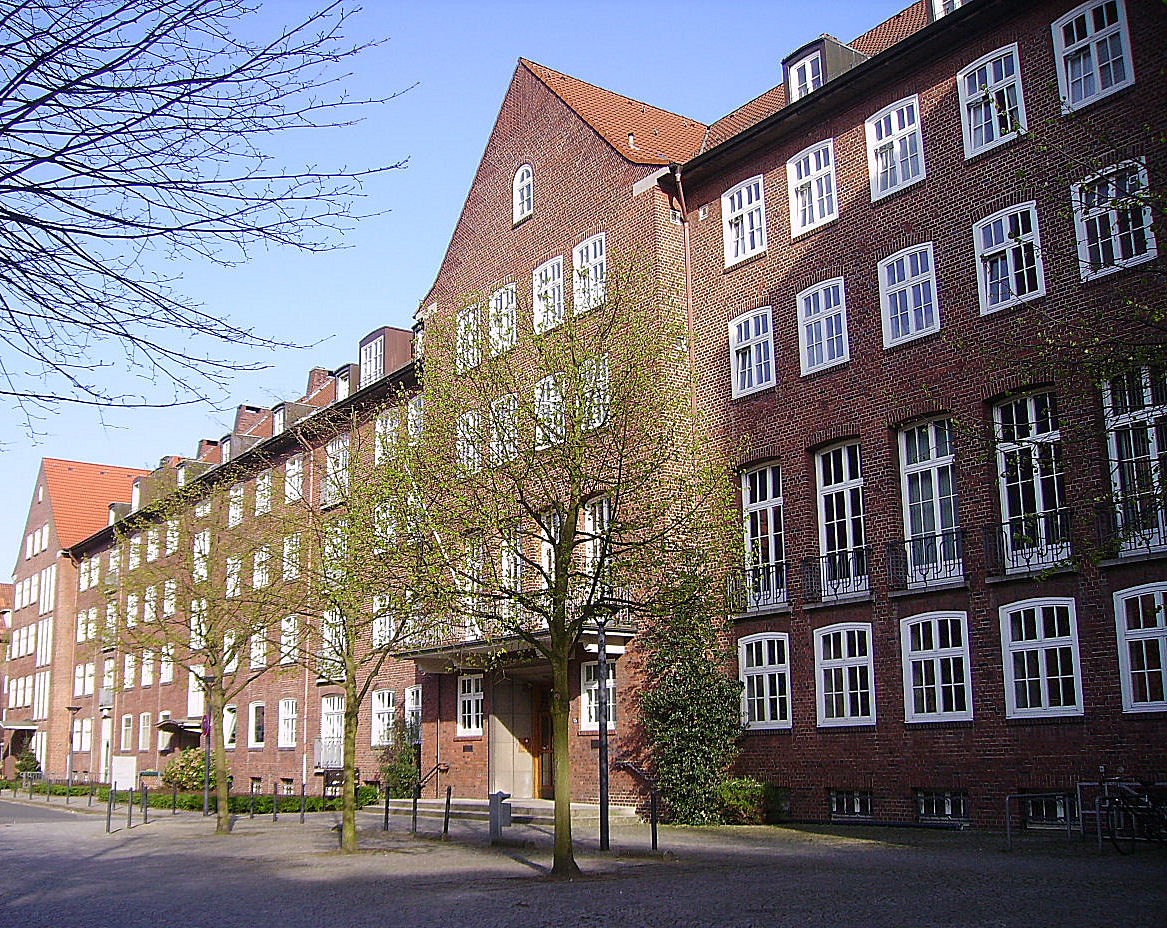
Erzbischöfliches Generalvikariat

Das Erzbistum Hamburg wurde von Papst Johannes Paul II. durch den vorhergehenden Vertrag vom 22. September 1994 mit der Apostolischen Konstitution Omnium Christifidelium vom 24. Oktober 1994 mit Wirkung zum 7. Januar 1995 hauptsächlich aus Teilen des Bistums Osnabrück (mit dem gesamten Bischöflichen Amt Schwerin) sowie kleineren Gebieten des Bistums Hildesheim neu errichtet. Dadurch wurden die südlich der Elbe gelegenen – seit 1937 staatlich zu Hamburg gehörenden – Pfarreien Harburg und Wilhelmsburg an die neue Erzdiözese abgetreten.
Mit dem Apostolischen Schreiben Constat Christifidelis bestätigte Johannes Paul II. am 1. März 1995 den heiligen Ansgar als Bistumspatron.
Die Kathedralkirche (der sogenannte Neue Mariendom) und das Generalvikariat liegen im Hamburger Stadtteil St. Georg im Bezirk Hamburg-Mitte. Über die Bernostiftung betreibt die Diözese Kindergärten und Schulen, besonders in Mecklenburg-Vorpommern.

### 21. Jahrhundert

#### Umstrukturierungen im Erzbistum
Stefan Heße, Diözesanbischof seit 2015, setzte die von seinem Vorgänger Werner Thissen im Jahr 2009 eingeleitete Neuorganisation der Bistumsstrukturen mit der Zusammenfassung von ehemals 80 selbständigen Kirchengemeinden zu 28 Pastoralen Räumen bzw. neuen Pfarreien sowie der Abschaffung der früheren Dekanate fort. Dies begründete er im Wesentlichen mit der sinkenden Anzahl von Gemeindepfarrern sowie Kirchenbesuchern. Entsprechend dem dazu im Jahr 2017 erlassenen Statut über pfarreiliche und gemeindliche Pastoralgremien arbeiten innerhalb eines Pastoralen Raumes die jeweilige Pfarrei mit ihren Gemeinden sowie die verschiedenen Orte kirchlichen Lebens auf Basis eines gemeinsamen Pastoralkonzepts zusammen. Dieses ist wesentliche Grundlage, um die kirchlichen Grunddienste Martyria (den Glauben erfahren und verkünden), Diakonia (Hinwendung zum Menschen) und Liturgia (den Glauben feiern) gemeinsam zu planen, zu erbringen und weiterzuentwickeln. Organisatorisch wurden in den neuen Großgemeinden mit Geistlichen und hauptamtlich in der Pastoral tätigen Laien (Gemeinde- und Pastoralreferenten) besetzte Pastoralteams sowie als Pastoralgremien Gemeindeteam und Gemeindekonferenz geschaffen. Im Jahr 2022 endete die Neustrukturierung erfolgreich.
Im Jahr 2016 entschied Heße, den überschuldeten Katholischen Schulverband Hamburg als selbständige Körperschaft zum Jahresende aufzuheben und in das Erzbistum zu integrieren. Hauptsächlich durch die damit verbundene Übertragung sämtlicher Vermögensgegenstände, Pensionsrückstellungen und Verbindlichkeiten zu Buchwerten ergab sich für das Erzbistum im Jahr 2017 erstmals eine Überschuldung in Höhe von knapp 83 Millionen Euro. Zudem wurde im Immobilienbestand des Erzbistums ein Investitionsstau von 157 Millionen Euro festgestellt. Damalige Planungsrechnungen ließen bis zum Jahr 2021 einen Anstieg der Überschuldung auf 325 Millionen Euro befürchten, sollten keine deutlichen Einsparungen erfolgen.
Vor diesem Hintergrund leitete Heße bereits am 12. November 2016 einen inhaltlichen und wirtschaftlichen Erneuerungsprozess ein, der unter dem Leitspruch „Herr, erneuere deine Kirche und fange bei mir an“ steht. Ziel des Prozesses sei es, „mit weniger Geld eine lebendige Kirche zu sein.“ Unabhängig von der damals bereits beschlossenen Zusammenlegung der bestehenden drei Caritasverbände, der Erhöhung des Schulgeldes an den katholischen Schulen sowie einem sozial verträglichen Stellenabbau im Generalvikariat waren jährliche Einsparungen in Höhe von 20 Millionen Euro geplant, indem u. a. weitere Gebäude aufgegeben sowie Schulen und soziale Einrichtungen geschlossen würden. In den Kitas, die größtenteils dezentral von den Pfarreien betrieben werden, müsse über eine Neuausrichtung der Betreiberstruktur nachgedacht werden. Begleitet wird dieser Erneuerungsprozess von dem am 1. Juli 2018 gegründeten Wirtschaftsrat. Er löste Diözesanvermögensverwaltungsrat, Kirchensteuerrat sowie Anlageausschuss und Erlassausschuss ab. Diözesane Budgetentscheidungen trifft er mithilfe von pastoralen Kriterien.
Ab dem Jahr 2019 ließ Heße nicht unbedingt benötigte Kirchen, Pfarr- und Gemeindehäuser sowie Verwaltungsgebäude zum Verkauf stellen. Für die Umsetzungsphase der damit verbundenen Vermögens- und Immobilienreform im Erzbistum wurde Anfang 2021 eine Rahmenordnung erlassen. Ergebnis sind eine fortschreitende Profanierung und Umwidmung von Kirchen im Erzbistum.
Von den ehemals 21 katholischen Schulen in Hamburg wurde im Jahr 2021 die Grundschule St. Marien Eulenstraße (Ottensen) geschlossen. Im Jahr 2023 folgten die beiden Stadtteilschulen Domschule St. Marien (St. Georg) und Franz-von-Assisi-Schule (Barmbek-Nord) sowie die Grundschulen Katholische Schule Altona (Altona-Altstadt) und Neugraben. Das Niels-Stensen-Gymnasium (Harburg) soll im Jahr 2025 folgen und gleichzeitig der Stadtteilschulzweig der Katholischen Schule Harburg auslaufen. Die verbleibenden 15 Einrichtungen werden unter anderem durch Spendengelder mit 135 Millionen Euro ertüchtigt. Im Vorfeld hatte die Anfang 2018 erfolgte Ankündigung des Erzbistums, bis zu acht katholische Schulen in Hamburg zu schließen, zu vielfältiger Kritik und einer bundesweiten Diskussion geführt. Eine daraufhin ins Leben gerufene Initiative Hamburger Schulgenossenschaft (HSG) schlug zunächst vor, alle 21 katholischen Schulen mit dem Erzbistum in gemeinsame Verantwortung zu nehmen. Entsprechende Gespräche endeten jedoch zur Jahresmitte 2018 erfolglos.
Ebenfalls bisher gescheitert sind im Jahr 2019 gestartete Versuche, für die in Trägerschaft des Erzbistums stehenden und in der Ansgar-Gruppe zusammengefassten Kliniken Marienkrankenhaus Hamburg, Kinderkrankenhaus Wilhelmstift und Marien-Krankenhaus Lübeck sowie das Krankenhaus Groß Sand strategische Partner beziehungsweise Käufer zu finden.

#### Rücktrittsangebot des Erzbischofs
Am 18. März 2021 bat Erzbischof Stefan Heße im Zuge der Veröffentlichung eines Gutachtens zum sexuellen Missbrauch im Erzbistum Köln Papst Franziskus um die sofortige Entbindung von seinen Aufgaben im Erzbistum Hamburg. Er zog damit Konsequenzen aus seinem Handeln als früherer Personalverantwortlicher und Generalvikar in Köln und übernahm die Verantwortung für die ihm zur Last gelegten Pflichtverletzungen. Heße bedauerte es, wenn er durch sein Handeln oder Unterlassen Betroffenen und ihren Angehörigen neuerliches Leid zugefügt haben sollte. Das Erzbistum Hamburg wurde seitdem kommissarisch von Generalvikar Ansgar Thim geleitet.
Am 15. September 2021 teilte die Apostolische Nuntiatur mit, dass Papst Franziskus den Rücktritt Heßes nicht angenommen habe, da dieser in Köln zwar „persönliche Verfahrensfehler“ gemacht habe, die jedoch nicht mit der Absicht begangen worden, Fälle sexuellen Missbrauchs zu vertuschen. Erzbischof Heße nahm daraufhin seine Amtsgeschäfte wieder auf.

## Wirtschaftsdaten
Für 2012 wurden ausgewiesen:
- Einnahmen aus Kirchensteuer: 127,556 Mio. € (2011: 123,362 Mio. €)
- Gesamterträge abzgl. Interdiözesane Verrechnung: 100,537 Mio. € (2011: 89,637 Mio. €)
- Ausgaben: 83,928 Mio. € (2011: 80,342 Mio. €)
- Jahresüberschuss: 20,113 Mio. € (2011: 17,393 Mio. €)[35]

Der seit 2015 amtierende Erzbischof Stefan Heße thematisierte im November 2016 die schwierige wirtschaftliche Lage des Erzbistums und kündigte massive Einsparungen an. Er beauftragte das Consultingunternehmen Ernst & Young mit einem dreimonatigen Beratungsprozess. Nach dessen Ende wurde eine Überschuldung des Erzbistums in Höhe von 79 Millionen Euro bekannt gegeben und die Durchführung weiterer Veränderungen und Reformen in Aussicht gestellt, die besonders die Sozialwerke der Diözese betreffen sollen, um eine Eskalation der insgesamt als noch beherrschbar bewerteten Schuldenkrise des Erzbistums abzuwenden. Als Folge davon sollen acht katholische Schulen in der Hansestadt geschlossen werden.

## Liste der Bischöfe von Hamburg

### Bischöfe im historischen Erzbistum Hamburg
- 834–865 Ansgar, Bischof von Bremen seit 849
- 865–888 Rembert
- 888–909 Adalgar
- 909–915 Hoger
- 916/917–918 Reginward (auch Reginwart)
- 916–936 Unni
- 936–988 Adaldag
- 988–1013 Libentius I. (Libizo)
- 1013–1029 Unwan (Immedinger)
- 1029–1032 Libentius II.
- 1032–1035 Hermann von Bremen
- 1035–1045 Bezelin (Alebrand)
- 1045–1072 Adalbert I. Pfalzgraf von Sachsen

Für die Nachfolger siehe Liste der Bischöfe von Bremen.

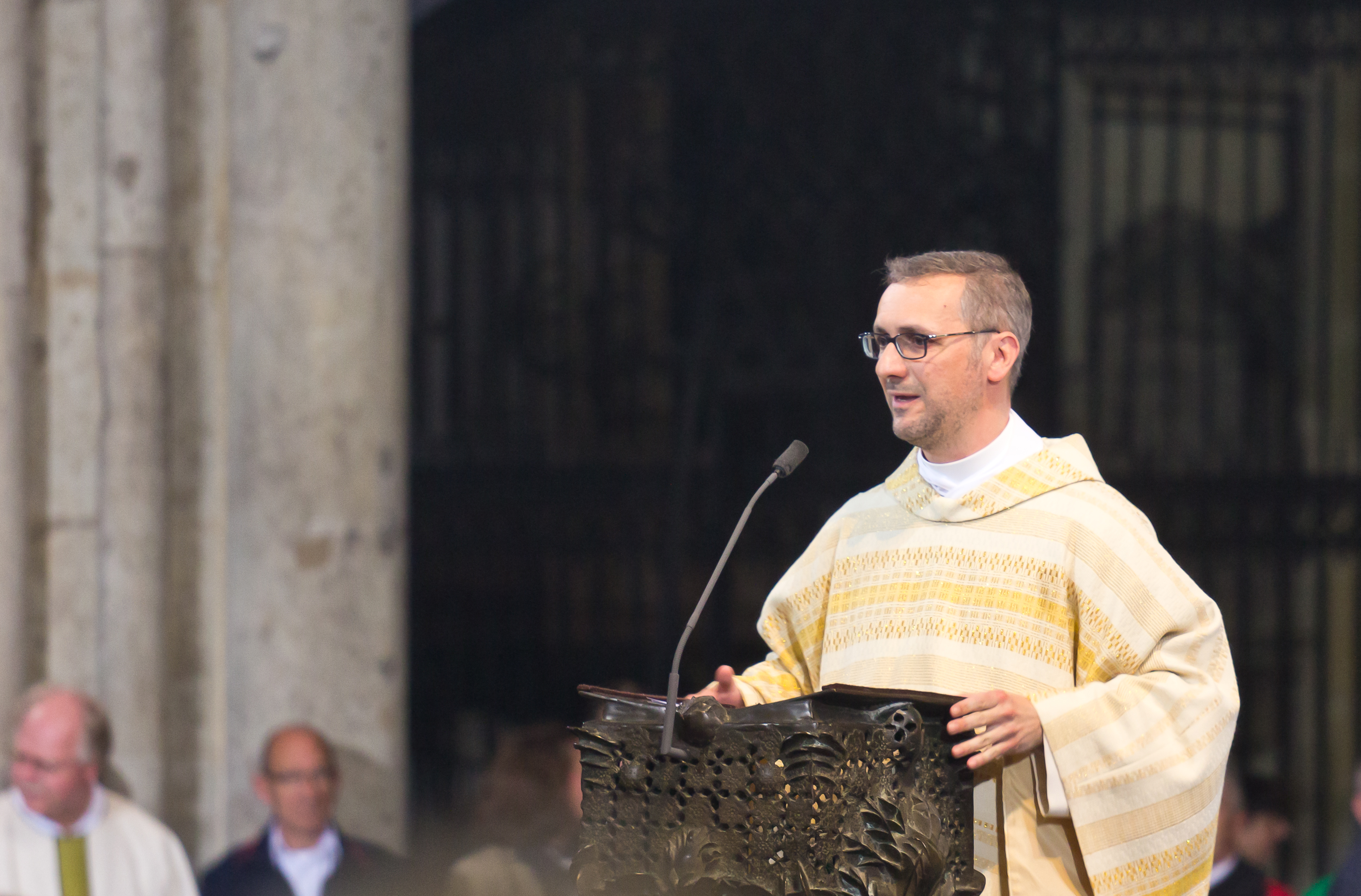
Erzbischof Stefan Heße

### Bischöfe seit Neuerrichtung des Bistums
Erster Bischof des neu gegründeten Bistums wurde am 7. Januar 1995 der Osnabrücker Bischof Ludwig Averkamp, der mit Vollendung seines 75. Lebensjahres am 16. Februar 2002 auf sein Amt verzichtete. Am 22. November 2002 wurde Werner Thissen aus dem Bistum Münster ernannt und am 25. Januar 2003 eingeführt. Am 21. März 2014 nahm Papst Franziskus Erzbischof Thissens altersbedingten Rücktritt an. Nachfolger ist der frühere Kölner Generalvikar Stefan Heße, der am 14. März 2015 inthronisiert wurde.

### Bischofsvikare
Der Erzbischof wurde bis 2015 unterstützt durch zwei Bischofsvikare im Rang eines Weihbischofs:
- Hans-Jochen Jaschke († 2023), Titularbischof von Tisili, zuständig für Schleswig-Holstein und bistumsweit für Glaubenslehre, Fragen der Ökumene, weltkirchliche und gesellschaftliche Aufgaben sowie für den Bereich Kirche, Kultur und Medien
- Norbert Werbs († 2023), Titularbischof von Amaura, zuständig für Mecklenburg und bistumsweit für Jugendseelsorge und Schulfragen

### Weihbischof
Am 9. Februar 2017 wurde Horst Eberlein zum Titularbischof von Tisedi und zum Weihbischof im Erzbistum Hamburg ernannt. Die Bischofsweihe fand am 25. März 2017 im Hamburger St.-Marien-Dom statt. Eberlein ist der erste im Erzbistum Hamburg ernannte Weihbischof. Er ist nicht mehr, wie seine Vorgänger Hans-Jochen Jaschke und Norbert Werbs, für eine Region, sondern für das gesamte Erzbistum zuständig; sein Wohn- und Dienstsitz ist Hamburg.

## Metropolitankapitel
Das Metropolitankapitel Hamburg besteht laut Statut aus dem Vorsteher des Kapitels (Dompropst) sowie acht Domkapitularen. Derzeit (November 2024) gehören dem Domkapitel an: Dompropst Berthold Bonekamp, Weihbischof Horst Eberlein und die Domkapitulare Propst Thomas Benner, Propst Georg Bergner, Propst Christoph Giering, Franz-Peter Spiza, Pfarrer Thorsten Wolfgang Weber, Pfarrer Dietmar Wellenbrock und Pfarrer Peter Wohs.
Emeritierte, entpflichtete oder verstorbene Domkapitulare sind seit Neugründung des Bistums Dompropst em. Alois Jansen († 2013), Dompropst em. Nestor Kuckhoff, Weihbischof em. Hans-Jochen Jaschke († 2023), Weihbischof em. Norbert Werbs († 2023), Heribert Brodmann († 2019), Josef Michelfeit, Burkhard Göcke, Hermann Haneklaus († 2020), Ansgar Hawighorst, Wilm Sanders, Leo Sunderdiek, Franz von de Berg († 2002), Peter Mies († 2023), der ehemalige Generalvikar Ansgar Thim sowie der emeritierte Kieler Propst Leo Sunderdiek († 2023).

## Bistumspatron und Diözesankalender
Patron des Erzbistums ist der Heilige *Ansgar (801 bis 865): Er wurde 831 der erste Bischof des Erzbistums Hamburg.
Im Erzbistum Hamburg wird der Regionalkalender für das deutsche Sprachgebiet um die folgenden Eigenfeiern ergänzt (dahinter jeweils der Rang):
Abkürzungen:
H = Hochfest, F = Fest, G = gebotener Gedenktag, g = nicht gebotener Gedenktag
- 03. Februar: Hl.  Ansgar (Erzbischof), Erzbischof von Hamburg-Bremen, Glaubensbote in Skandinavien, Patron des Erzbistums Hamburg – H
- 04. Februar: Hl. Rimbert, Erzbischof von Bremen-Hamburg – g
- 17. Februar: Evermod, Hl.  Isfried, und Hl.  Ludolf, Bischöfe von Ratzeburg – g
- 05. Mai:  Hl.  Godehard, Bischof von Hildesheim – g
- 05. Juni: Hl. Bonifatius, Bischof, Glaubensbote in Deutschland, Märtyrer – F
- 25. Juni: Sel. Johannes Prassek, sel.  Hermann Lange und  Eduard Müller, Priester und Märtyrer – g
- 28. Juni: Jahrestag der Domkirchweihe – H im  Dom, F im restlichen Erzbistum
- 10. Juli: Hl.  Knud,  Erich und  Olaf, Könige von Dänemark bzw. Schweden bzw. Norwegen, Märtyrer – g
- 18. Juli: Hl.  Answer, Mönch in Ratzeburg, Glaubensbote, Märtyrer – g
- 09. August: Hl.  Edith Stein – Sr. Theresia Benedicta a Cruce OCD, – F
- 26. September: Gemeinsamer Jahrestag der Kirchweihe – H (Äußere Feier am letzten Sonntag im September)
- 08. November: Alle Heiligen des Erzbistums Hamburg –
- 25. November: Sel.  Niels Stensen, Bischof – g
- 04. Dezember: Sel. Adolph Kolping, Priester – g
- 12. Dezember: Hl. Vizelin, Bischof von Oldenburg i. H., Glaubensbote – g

## Bauwerke

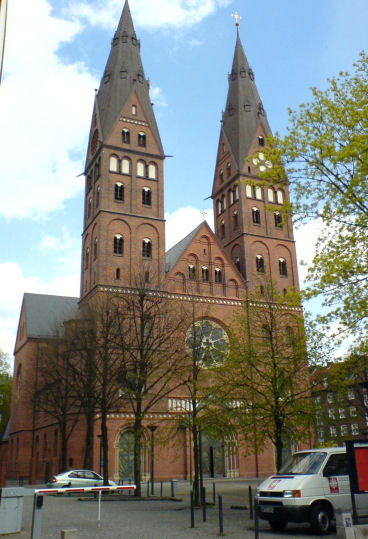
Der Neue Mariendom in Hamburg

### Kirchen
- St. Marien-Dom (Hamburg)
- St. Anna (Schwerin)
- Liste der römisch-katholischen Kirchen in der Region Hamburg
- Liste der Kirchen der Region Mecklenburg des Erzbistums Hamburg
- Liste der Kirchen der Region Schleswig-Holstein des Erzbistums Hamburg

### Klöster und Bildungshäuser
- St. Ansgar Haus mit dem Priesterseminar Hamburg
- Kloster Nütschau (Benediktiner der Beuroner Kongregation)
- Karmelzelle von der Menschwerdung, Geistliche Zelle von Karmelitinnen auf der Elbinsel Finkenwerder[47]
- Jugendbildungsstätte Bischof-Theissing-Haus in Teterow

### Krankenhäuser
- Ansgar-Gruppe: Marienkrankenhaus Hamburg, Kinderkrankenhaus Wilhelmstift und Marien-Krankenhaus Lübeck

## Kirchenschließungen
Das Erzbistum Hamburg ist aus ökonomischen Gründen wegen sinkender Kirchensteuereinnahmen, wie auch andere katholische Bistümer in Deutschland, gezwungen, Kirchen zu schließen, zu profanieren, zu verkaufen oder abzureißen.

## Bistumsgliederung

### Neugliederung des Bistums seit Anfang 2017

#### Gliederung des Bistums in drei Regionen
Das Erzbistum wurde in drei Regionen eingeteilt. Diese Regionen sind identisch mit den jeweiligen Bundesländern (Region Hamburg, Region Schleswig-Holstein und Region Mecklenburg). Die Region Mecklenburg besteht aus den Teilen des Erzbistums, die in Mecklenburg-Vorpommern liegen. Pro Region gibt es ein Pastoralforum, an dessen Spitze ein Dekan steht.
Dekane:
- Region Hamburg:
  - Domkapitular Monsignore Peter Mies, Dompfarrer in Hamburg († 2023)[48]
  - ab 1. Oktober 2023: Domkapitular Thomas Benner, zugleich Pfarrer der Pfarrei Heilig Geist in Hamburg[49]

- Region Schleswig-Holstein:
  - Propst Leo Sunderdiek, Domkapitular und Pfarrer der Pfarrei Franz von Assisi Kiel[48] (April 2017 bis November 2018)
  - Propst Thomas Benner (seit 1. Dezember 2018) Domkapitular und Pfarrer der Pfarrei Franz von Assisi Kiel[50]
  - ab 1. Oktober 2023: Domkapitular Propst Christoph Giering, zugleich Pfarrer der Pfarrei Zu den Lübecker Märtyrern, Lübeck

- Region Mecklenburg:
  - Domkapitular Monsignore Horst Eberlein, Propst in Schwerin[48] (bis zu seiner Ernennung zum Weihbischof im Februar 2017)
  - Stefan Krinke, Propst in Schwerin[51] (April 2017 bis April 2018)[52]
  - Georg Bergner, Propst in Schwerin[53] (seit 1. Juli 2018, bestätigt 2023)

#### Gliederung einer Region in mehrere pastorale Räume
Mit Wirkung vom 1. Januar 2017 hat Erzbischof Heße die alte Dekanatsstruktur des Erzbistums aufgehoben. Bisherige einzelne Kirchengemeinden werden zu größeren pastoralen Räumen zusammengeschlossen. Jedem pastoralen Raum steht ein Pfarrer vor, der in der Regel weitere Priester mit dem Titel Pastor als Mitarbeiter hat. Es gibt nur einen Kirchenvorstand pro Pastoralem Raum. Das Erzbistum Hamburg umfasst 28 Pastorale Räume.

### Alte Gliederung des Bistums bis Ende 2016
Bis zum Jahresende 2016 waren die ca. 80 Pfarreien des Erzbistums in 17 Dekanate gegliedert:

#### Ehemalige Dekanate in Hamburg
| Hamburg-Mitte    | Dompfarrei St. Marien, St. Ansgar Neustadt, St. Bonifatius Eimsbüttel, St. Elisabeth Harvestehude, St. Sophien Barmbek, Herz Jesu Hamm, St. Antonius Winterhude, St. Bonifatius Wilhelmsburg |
| Hamburg-Altona   | St. Joseph Altona, St. Marien Altona, St. Ansgar Niendorf, St. Jakobus Lurup, St. Bruder Konrad Osdorf, Maria Grün Blankenese                                                                |
| Hamburg-Harburg  | St. Joseph Harburg, St. Maria Harburg, Heilig Kreuz Neugraben |
| Hamburg-Wandsbek | St. Joseph Wandsbek, Mariä Himmelfahrt Rahlstedt, St. Agnes Tonndorf, St. Paulus Billstedt, St. Marien Bergedorf, St. Christophorus Lohbrügge                                                |
| Hamburg-Nord     | St. Franziskus Barmbek, St. Wilhelm Bramfeld, Heilig Geist Farmsen, Heilige Familie Langenhorn, St. Annen Ochsenzoll, St. Bernard Poppenbüttel, Heilig Kreuz Volksdorf                       |

#### Ehemalige Dekanate in Schleswig-Holstein
| Kiel               | Propstei St. Nikolaus, St. Heinrich Kiel-Nord, St. Joseph Kiel-Ost, St. Birgitta Mettenhof |
| Flensburg          | St. Marien Schmerzhafte Mutter Flensburg, Christus König Husum, St. Ansgar Schleswig, St. Marien Kappeln, St. Peter und Paul Eckernförde, St. Gertrud Niebüll, St. Christopherus Westerland/Sylt                                                                  |
| Neumünster         | St. Maria – St. Vicelin Neumünster, St. Marien Bordesholm, St. Konrad Nortorf, Jesus Guter Hirt Bad Bramstedt, St. Johannes – St. Josef Bad Segeberg, Heilige Familie Hohenwestedt, St. Michael und St. Martin Rendsburg, St. Josef Heide, St. Hedwig Norderstedt |
| Eutin              | St. Marien Eutin, St. Johannes Neustadt, St. Vicelin Oldenburg, St. Bonifatius Lütjenburg, St. Antonius Plön |
| Lübeck             | Herz-Jesu Innenstadt, St. Birgitta St. Lorenz – Süd, St. Josef – St. Georg Kücknitz, Heiliger Geist St. Gertrud, St. Bonifatius St. Lorenz – Nord, Maria Königin Bad Schwartau                                                                                    |
| Itzehoe            | St. Ansgar Itzehoe, St. Mariä Himmelfahrt Elmshorn, St. Katharina Pinneberg, St. Marien Quickborn, Christkönig Uetersen, St. Marien Wedel, St. Michael Helgoland                                                                                                  |
| Stormarn-Lauenburg | St. Vicelin Bad Oldesloe, Maria Hilfe der Christen Ahrensburg, Seliger Nils Stensen Reinbek, St. Barbara Geesthacht, St. Michael Schwarzenbek, St. Konrad Lauenburg, St. Answer Ratzeburg, Hl. Kreuz Mölln                                                        |

#### Ehemalige Dekanate in Mecklenburg
| Schwerin       | Propstei St. Anna Schwerin, St. Laurentius Wismar, Seliger Niels Stensen Grevesmühlen, St. Marien Rehna, St. Josef Parchim, St. Helena – St. Andreas Ludwigslust, Christus König Wittenburg, St. Elisabeth Hagenow, Herz Jesu Lübtheen, Maria Rosenkranz Dömitz, Heilig Kreuz Boizenburg |
| Rostock        | Christusgemeinde Rostock, Thomas Morus Rostock, St. Marien – St. Bernhard Bad Doberan, Maria Hilfe der Christen Ribnitz-Damgarten, St. Bernhard Tessin |
| Güstrow        | Mariä Himmelfahrt Güstrow, St. Antonius Bützow, St. Petrus Teterow, Heilige Familie Matgendorf, Herz Jesu Lübz |
| Neubrandenburg | St. Josef – St. Lukas Neubrandenburg, St. Paulus Stavenhagen, St. Norbert Friedland, Heilig Kreuz Waren, Maria Hilfe der Christen Neustrelitz |

## Suffraganbistümer
Folgende Bistümer sind Suffraganbistümer von Hamburg:
- Bistum Hildesheim
- Bistum Osnabrück